# Константиновка (Приютовская поселковая община)
Константи́новка (укр. Костянтинівка) — село в Приютовской поселковой общине Александрийского района Кировоградской области Украины.
Население по переписи 2001 года составляло 491 человек. Телефонный код — 5235. Код КОАТУУ — 3520383801.